# Фукс, Юрген
Юрген Фукс (нем. Jürgen Fuchs; 19 декабря 1950, Райхенбах-им-Фогтланд — 9 мая 1999, Берлин) — немецкий писатель, правозащитник и диссидент в ГДР.

## Биография
Юрген Фукс с юных лет критиковал власти ГДР в ходе студенческих протестов в связи с вводом войск в Чехословакию в 1968 году, за что подвергался наказанию со стороны руководства школы. В 1969 году Фукс получил аттестат зрелости и был призван на срочную военную службу в ННА. В школьной характеристике Юргена Фукса отмечалась его политическая неблагонадёжность, поэтому он не смог сразу поступить учиться в вуз и сначала получил специальное профессиональное образование в железнодорожном техникуме. В 1971 году Фукс поступил в Йенский университет, где изучал социальную психологию. В 1973 году Юрген Фукс вступил в СЕПГ. Он писал стихи и участвовал в работе литературного кружка, сформировавшегося вокруг писателя Луца Ратенова. В 1975 году Фукс был исключён из партии и комсомола за участие в концертах бардов Беттины Вегнер и Герульфа Паннаха, писавшего тексты песен для группы Renft. Незадолго до окончания университета, когда его дипломная работа уже получила оценку «очень хорошо», Юрген Фукс за свои сочинения в стихах и прозе был отчислен из Йенского университета решением дисциплинарного комитета, которое лишило его права обучаться во всех университетах, высших и средних специальных учебных заведениях. Фукс тем самым лишился возможности работать психологом.
В Йене Юрген Фукс познакомился со студенткой психологического факультета Лизелоттой, на которой он женился в 1974 году. В 1975 году у супругов родилась дочь Лили. После отчисления из университета 17 июня 1975 года Фуксы переехали в Грюнхайде под Берлином и поселились на даче Кати и Роберта Хавеманов. Фукс работал в церковной организации социальной помощи. Принимал участие в протестах в связи с лишением гражданства Вольфа Бирмана и 19 ноября 1976 года был арестован за «антигосударственную пропаганду». Спустя два дня были арестованы Герульф Паннах и Кристиан Кунерт, чья группа Renft попала под запрет осенью 1975 года. Фукс содержался в тюрьме МГБ ГДР в берлинском районе Хоэншёнхаузен и провёл в заключении 281 день. Паннаха, Фукса и Кунерта освободили в 1977 году под давлением международной общественности и под угрозой длительных сроков тюремного заключения вынудили выехать в Западный Берлин.
В Западном Берлине Фукс занимался литературной деятельностью и с 1980 года работал социальным психологом в проекте «Место встречи — Вальдштрассе», оказывавшем консультативную помощь проблемным подросткам. Среди его знакомых были Генрих Бёлль, Манес Шпербер, Руди Дучке, Хайнц Брандт, Герта Мюллер, Ганс Иоахим Шедлих, Адам Загаевский и Манфред Вильке, боровшийся за свободу Фукса в Комитете в защиту свободы и социализма. Фукс также участвовал в движении в защиту мира и поддерживал связи с независимыми представителями движения за мир и гражданские права в ГДР, с чешской «Хартией 77» и польской «Солидарностью» и в своих сочинениях обращался к запретным темам реального социализма — деятельности органов государственной безопасности и выкупа политических заключённых. Министерство государственной безопасности ГДР с 1982 года вело подрывную деятельность в отношении Фукса и его окружения. В 1986 году перед домом Фукса взорвалась бомба, был выведен из строя тормозной рукав на его автомобиле. В 1988 году 8-й Главный отдел по наблюдению и транзитному сообщению МГБ ГДР даже планировал установить в доме Фукса источник радиоактивного облучения.
После падения Берлинской стены Фукс занялся раскрытием преступлений МГБ ГДР. С 1991 года он некоторое время работал в отделе образования и исследований при Уполномоченном по архивам МГБ ГДР, но в конечном итоге ушёл с должности советника в знак протеста против трудоустройства бывших сотрудников Штази. В том же году Фуксу была диагностирована лейкемия. 2 января 1992 года Фукс в числе первых получил возможность ознакомиться с досье, которое на него вели в МГБ ГДР.
В декабре 1991 года внимание и критику общественности заслужило высказывание Юргена Фукса, в котором он назвал преследования МГБ ГДР в отношении как минимум шести миллионов граждан ГДР «Освенцимом в душах». Поэт и бард Вольф Бирман, сын убитого в Освенциме еврея-коммуниста Дагоберта Бирмана, сам подвергшийся «подрывной деятельности» Штази, решительно встал на сторону Фукса.
Смерть Юргена Фукса от лейкемии вызвала слухи о том, что в заключении он намеренно подвергался воздействию гамма-излучения, эту версию поддерживал и Вольф Бирман. По указанию Иоахима Гаука, занимавшего в то время пост федерального уполномоченного по архивам МГБ ГДР, было проведено научное исследование. Несмотря на все обширные расследования ведомство Гаука не смогло чётко установить факта целенаправленного применения радиоактивных веществ или рентгеновских лучей во вред оппозиционерам. Тем не менее, в результате расследования было установлено, что в МГБ ГДР непринуждённо использовали радиоактивные вещества. Например, для раскрытия краж на почте ими помечали пересылаемые в письмах денежные купюры. Юрген Фукс похоронен на Луговом кладбище в Берлине.